# Ronde van Italië 2014/Vijfde etappe
De vijfde etappe van de Ronde van Italië 2014 werd op 14 mei verreden. Het peloton begon in Tarente aan een heuvelrit van 200 kilometer die in Viggiano eindigde.

## Verloop
In de 203 km lange vijfde etappe moest er voor het eerst geklommen worden. De 6,8 kilometer lange slotklim naar finishplaats Viggiano, met de steilste stukken in de laatste anderhalve kilometer, betekende op voorhand dat de zege dit keer vermoedelijk niet naar een sprinter zou gaan.
In de kopgroep van de dag meldden zich misschien daarom drie sprinters die bij een bonificatiesprint onderweg punten wilden vergaren voor de rode trui. Ben Swift won die sprint, voor Elia Viviani en Tyler Farrar. Viviani passeerde daar Nacer Bouhanni, de winnaar van de vierde etappe, in het puntenklassement.
De kopgroep van elf bestond daarnaast uit Fabian Wegmann, de Colombiaanse kampioen Miguel Ángel Rubiano, Tony Hurel, Björn Thurau, Marco Frapporti, Jonathan Monsalve, Kenny Dehaes en Tosh Van der Sande. Zij sprongen na anderhalf uur koers weg, pakten zes minuten, maar zagen hun voorsprong daarna alleen nog maar slinken.
Thurau hield het voorin het langst vol, maar ook hij moest zich gewonnen geven, want op 14 km van de meet werd hij opgeslokt door het peloton. Dat viel al snel uiteen door een reeks valpartijen op het door de regen glad geworden wegdek. 
Gianluca Brambilla pakte een halve minuut in de slotfase, een voorsprong die zienderogen slonk toen Katjoesja (Joaquim Rodríguez, Daniel Moreno) gas gaf aan de kop van een flink uitgedund peloton.
Toen Moreno nog eens versnelde werd dat peloton op een lang lint getrokken. Rodriguez werd in een zetel richting de finish geloodst, maar hij kon het niet afmaken. Diego Ulissi bleek het beste getimed te hebben en reed onbedreigd op de zege af, op een seconde gevolgd door Cadel Evans en Julián Arredondo.
Belkin-troef Wilco Kelderman reed met de besten mee en finishte in dezelfde tijd als Evans op de achtste plaats. Sprinter Michael Matthews bleek in het spoor van de klimmers te blijven, hij werd zesde en kreeg opnieuw de roze leiderstrui omgehangen.

## Uitslag
| Tarente - Viggiano (200 km) |                    |                         |          |
| Plaats                      | Naam               | Ploeg                   | Tijd     |
| Winnaar                     | Diego Ulissi       | Lampre-Merida           | 5u12'39" |
| 2                           | Cadel Evans        | BMC Racing Team         | +1"      |
| 3                           | Julián Arredondo   | Trek Factory Racing     | z.t.     |
| 4                           | Rigoberto Urán     | Omega Pharma-Quick-Step | z.t.     |
| 5                           | Rafał Majka        | Tinkoff-Saxo            | z.t.     |
| 6                           | Michael Matthews   | Orica-GreenEdge         | z.t.     |
| 7                           | Joaquim Rodríguez  | Katjoesja               | z.t.     |
| 8                           | Wilco Kelderman    | Belkin Pro Cycling      | z.t.     |
| 9                           | Domenico Pozzovivo | AG2R La Mondiale        | z.t.     |
| 10                          | Nairo Quintana     | Team Movistar           | z.t.     |
|                             |                    |                         |          |
| 21                          | Maxime Monfort     | Lotto-Belisol           | z.t.     |

## Klassementen
| Algemeen klassement |                      |                         |           |
| Plaats              | Naam                 | Ploeg                   | Tijd      |
| Roze trui           | Michael Matthews     | Orica-GreenEdge         | 17u41'23" |
| 2                   | Pieter Weening       | Orica-GreenEdge         | +14"      |
| 3                   | Cadel Evans          | BMC Racing Team         | +15"      |
| 4                   | Rigoberto Urán       | Omega Pharma-Quick-Step | +19"      |
| 5                   | Rafał Majka          | Tinkoff-Saxo            | +26"      |
| 6                   | Edvald Boasson Hagen | Sky ProCycling          | +35"      |
| 7                   | Nicolas Roche        | Tinkoff-Saxo            | +37"      |
| 8                   | Michele Scarponi     | Astana Pro Team         | +41"      |
| 9                   | Dario Cataldo        | Sky ProCycling          | +49"      |
| 10                  | Fabio Aru            | Astana Pro Team         | +52"      |
|                     |                      |                         |           |
| 27                  | Pieter Serry         | Omega Pharma-Quick-Step | +1'29"    |

| Puntenklassement |                 |                     |        |
| Plaats           | Naam            | Ploeg               | Punten |
| Rode trui        | Elia Viviani    | Cannondale          | 119    |
| 2                | Nacer Bouhanni  | FDJ.fr              | 115    |
| 3                | Giacomo Nizzolo | Trek Factory Racing | 106    |
|                  |                 |                     |        |
| 9                | Tom Veelers     | Giant-Shimano       | 34     |
| 13               | Kenny Dehaes    | Lotto-Belisol       | 28     |

| Bergklassement |                      |                    |        |
| Plaats         | Naam                 | Ploeg              | Punten |
| Blauwe trui    | Maarten Tjallingii   | Belkin Pro Cycling | 12     |
| 2              | Miguel Ángel Rubiano | Team Colombia      | 9      |
| 3              | Jonathan Monsalve    | Neri Sottoli       | 4      |
|                |                      |                    |        |
| 12             | Gert Dockx           | Lotto-Belisol      | 2      |

| Jongerenklassement |                  |                    |           |
| Plaats             | Naam             | Ploeg              | Tijd      |
| Witte trui         | Michael Matthews | Orica-GreenEDGE    | 17u41'23" |
| 2                  | Rafał Majka      | Tinkoff-Saxo       | +26"      |
| 3                  | Fabio Aru        | Astana Pro Team    | +52"      |
|                    |                  |                    |           |
| 6                  | Wilco Kelderman  | Belkin Pro Cycling | +1'12"    |
| 12                 | Tim Wellens      | Lotto-Belisol      | +1'48"    |

| Ploegenklassement |                         |           |
| Plaats            | Ploeg                   | Tijd      |
|                   | Astana Pro Team         | 56u16'05" |
| 2                 | Orica-GreenEDGE         | +7"       |
| 3                 | Team Sky                | +19"      |
|                   |                         |           |
| 6                 | Giant-Shimano           | +41"      |
| 9                 | Omega Pharma-Quick-Step | +1'14"    |

1e etappe ·
2e etappe ·
3e etappe ·
4e etappe ·
5e etappe ·
6e etappe ·
7e etappe ·
8e etappe ·
9e etappe ·
10e etappe ·
11e etappe ·
12e etappe ·
13e etappe ·
14e etappe ·
15e etappe ·
16e etappe ·
17e etappe ·
18e etappe ·
19e etappe ·
20e etappe ·
21e etappe
Startlijst · Eindstanden · Afbeeldingen